# Turó de Can Garriga
El Turó de Can Garriga és una muntanya de 412 metres que es troba en el terme municipal de Bigues i Riells, a la comarca del Vallès Oriental, en territori de Riells del Fai. S'hi troba un jaciment arqueològic del Paleolític superior.
És a l'oest del terme, al nord-est de la urbanització dels Saulons d'en Déu. És el de més a llevant d'una carena que forma amb el Turó del Camp Gran, el Turó d'en Xifreda i el Turó d'en Rossic. Entre el d'en Rossic i el de Can Garriga s'estén el Serrat de les Fargues.
La carretera BP-1432 discorre pel seu vessant nord, i té, entre aquesta carretera i la part alta del turó, la Baga de Can Camp a la part nord-oriental. En el seu vessant biguetà hi ha les masies de la Granja de Can Garriga, al sud-oest, i Can Garriga del Solell, al sud-est.